# Račice u Štětí
Račice (deutsch Ratschitz) ist eine Gemeinde in Tschechien. Sie liegt acht Kilometer nordöstlich von Roudnice nad Labem im Elbtal und gehört zum Okres Litoměřice. International bekannt ist das Dorf durch den Ruderkanal Račice.

## Geographie

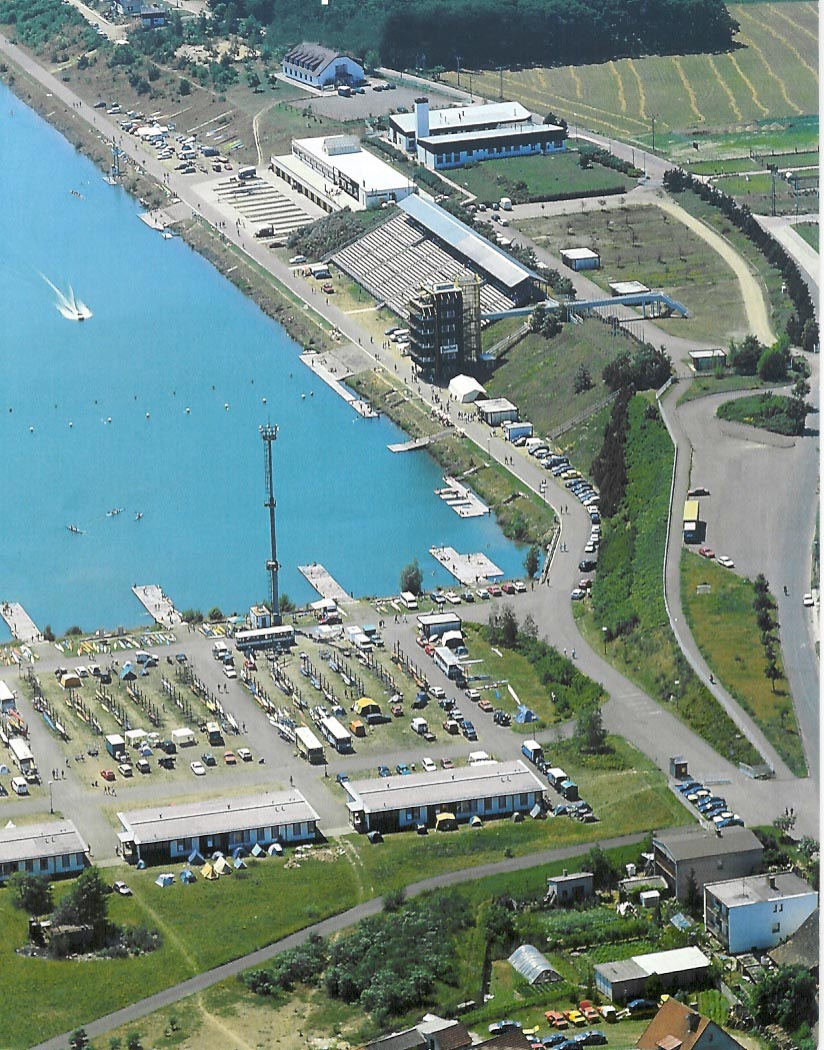
Ruderkanal Račice

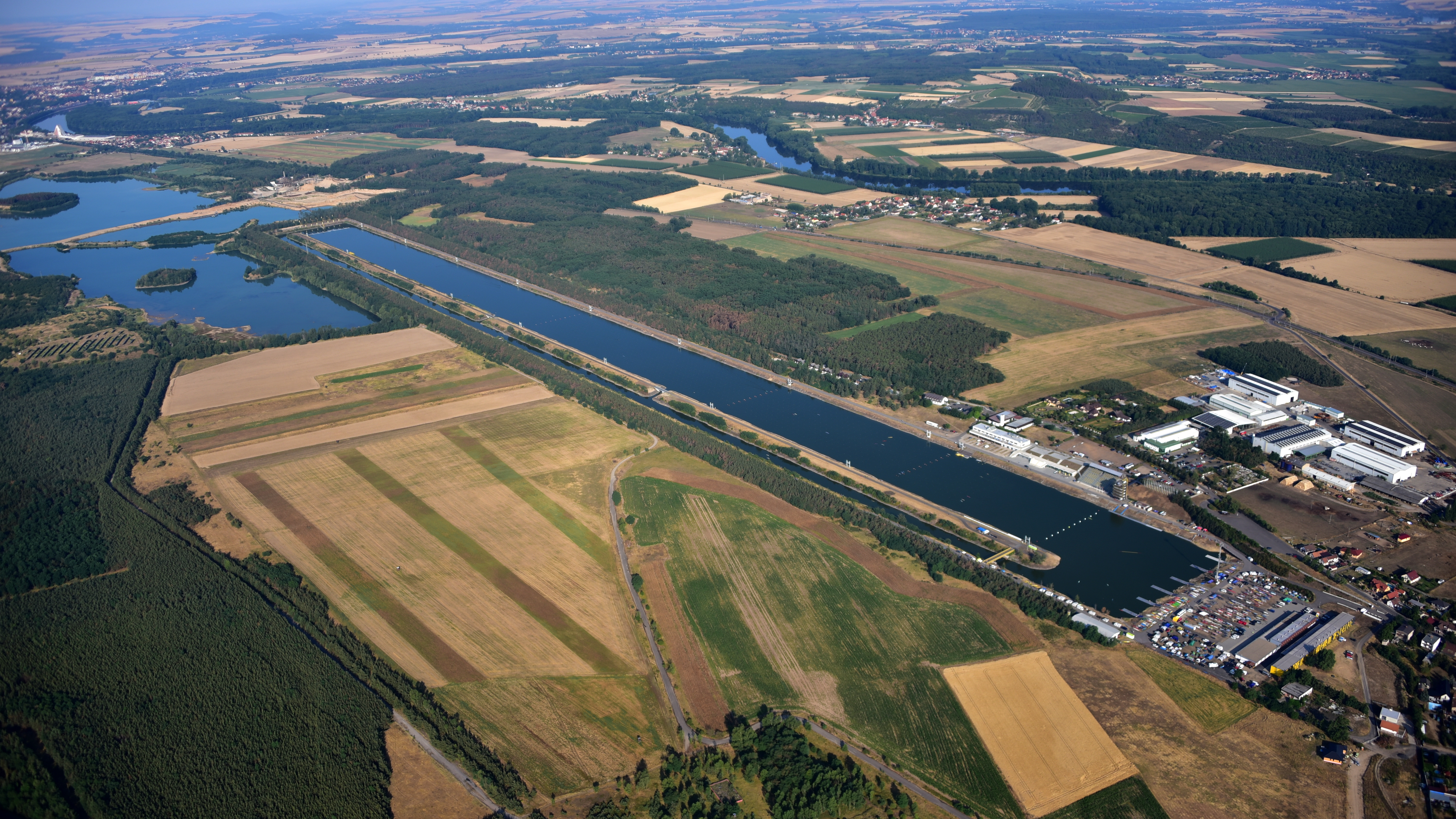
Račice u Štětí, Luftaufnahme (2019)

Das Dorf befindet linkselbisch am Beginn der Elbschleife flussaufwärts von Roudnice nad Labem. Nördlich des Dorfes verläuft die Eisenbahnstrecke zwischen Roudnice nad Labem und Mělník, der nächste Bahnhalt, der den Namen Hněvice trägt, befindet sich südöstlich von Račice. Südwestlich liegt der aus einer Sandgrube ausgebaute Ruderkanal Račice.
Nachbarorte sind Velešice im Norden, Čakovice im Nordosten, Štětí im Südosten, Hněvice und Benzínov im Süden, Předonín im Südwesten, Záluží im Westen sowie Kochovice im Nordwesten.

## Geschichte
Erstmals erwähnt Račice im Jahre 1295, als Wenzel II. das Dorf dem Prager Bischof Tobias von Bechin überließ. 1577 erwarb Wilhelm von Rosenberg Račice, später war es im Besitz der Familie Lobkowitz.
1960 wurde Račice nach Štětí eingemeindet und ist seit 1989 wieder selbständig. In den 1980er Jahren wurde eine Sandgrube in der Elbschleife zum Ruderkanal Račice ausgebaut, in dem 1986 erstmals die Junioren-Weltmeisterschaften im Rudern veranstaltet wurden. 1993 fanden Račice die Ruder-Weltmeisterschaften und die Weltmeisterschaften der Männer im Kanusport statt. 1999 folgten die Weltmeisterschaften im Segelsport und 2002 die FISA World Masters Regatta. Das Sportzentrum Račice war im Jahre 2009 Austragungsort der U23-Weltmeisterschaften im Rudern und vom 26. bis 30. August der Drachenboot-Weltmeisterschaften sowie im Jahre darauf der Juniorenweltmeisterschaften. 2022 war der Ort erneut Gastgeber für die Ruder-Weltmeisterschaften.

## Ortsgliederung
Für die Gemeinde Račice sind keine Ortsteile ausgewiesen.